# مسجد الإمام العسكري
مسجد الإمام العسكري من المساجد القديمة بقم المقدسة . ورد في كتب الحديث والتاريخ كـ ( النجم الثاقب ) للمحدّث النوري، أنّ
بناء هذا المسجد الشريف يرجع إلى الشيخ الثقة والمحدّث الجليل رفيع القدر أحمد بن إسحاق الأشعري، المدفون في ( سربل ذهاب )، وكان من وكلاء الإمام العسكري بقم، وإنّما بناه بأمر منه . وذهب العلاّمة المجلسي في ( تذكرة الأئمة ) أنّ المسجد هذا كان مصلّىً للإمام الحسن المجتبى، وإنّما صلّى فيه بعد رجوعه مع أخيه الإمام الحسين من طبرستان في زمن خلافة عثمان سنة 32 ه ق، كما في ( أردستان ) مسجد آخر ينسب إلى الإمام الحسن المجتبى . ثمّ جدّد بناء المسجد لعدّة مرّات من قبل السلاطين أو التجّار . وأخيرا قام سيّدنا الاُستاذ آية اللّه العظمى السيّد الگلپايگاني بعمارته بطراز حديث وبناء ضخم قلّ نظيره . ومن قديم الزمان يقام في هذا المسجد الشريف ( الاعتكاف ) في شهر رجب وشهر رمضان المبارك ولا يزال، كما تقام فيها صلوات الجماعة والجمعة، وقد صلّى فيها كبار الفقهاء والمراجع العظام، وتعقد فيه الشهد الارواح والمباحثات الحوزويّة .